# Gareth Southgate
Sir Gareth Southgate OBE (sinh ngày 3 tháng 9 năm 1970) là một huấn luyện viên bóng đá và cựu cầu thủ bóng đá chuyên nghiệp người Anh từng thi đấu ở vị trí hậu vệ hoặc tiền vệ.
Trong sự nghiệp cầu thủ, Southgate đã giành chức vô địch Cúp Liên đoàn bóng đá Anh với cả Aston Villa và Middlesbrough (lần lượt trong mùa giải 1995–96 và 2003–04), và là đội trưởng của Crystal Palace giành chức vô địch First Division năm 1993–94. Ông cũng từng tham dự Chung kết Cúp FA 2000 với Villa và Chung kết UEFA Cup 2006 với Middlesbrough. Ở cấp độ đội tuyển, Southgate đã có 57 lần ra sân cho Đội tuyển quốc gia Anh từ năm 1995 đến năm 2004, thi đấu tại Giải vô địch bóng đá thế giới 1998 và cả hai Giải vô địch bóng đá châu Âu 1996 và 2000. Sự nghiệp thi đấu của ông kết thúc vào tháng 5 năm 2006 ở tuổi 35, sau hơn 500 lần ra sân.
Ông nắm giữ cương vị huấn luyện viên của Middlesbrough từ tháng 6 năm 2006 đến tháng 10 năm 2009, sau đó là U-21 Anh từ năm 2013 đến năm 2016, trước khi trở thành huấn luyện viên của Đội tuyển quốc gia Anh vào năm 2016. Tại giải đấu đầu tiên với tư cách là huấn luyện viên đội tuyển Anh, FIFA World Cup 2018, Southgate đã trở thành nhà cầm quân thứ ba (sau Alf Ramsey và Bobby Robson) đưa Tam Sư lọt vào đến vòng bán kết của giải vô địch thế giới.

## Thống kê sự nghiệp cầu thủ

### Câu lạc bộ
| Câu lạc bộ          | Mùa giải            | League              | League | League | FA Cup | FA Cup | League Cup | League Cup | Khác | Khác | Tổng cộng | Tổng cộng |
| Câu lạc bộ          | Mùa giải            | Giải đấu            | Trận   | Bàn    | Trận   | Bàn    | Trận       | Bàn        | Trận | Bàn  | Trận      | Bàn       |
| ------------------- | ------------------- | ------------------- | ------ | ------ | ------ | ------ | ---------- | ---------- | ---- | ---- | --------- | --------- |
| Crystal Palace      | 1990–91             | First Division      | 1      | 0      | 0      | 0      | 1          | 0          | 1    | 0    | 3         | 0         |
| Crystal Palace      | 1991–92             | First Division      | 30     | 0      | 0      | 0      | 6          | 0          | 3    | 0    | 39        | 0         |
| Crystal Palace      | 1992–93             | Premier League      | 33     | 3      | 0      | 0      | 6          | 2          | 0    | 0    | 39        | 5         |
| Crystal Palace      | 1993–94             | First Division      | 46     | 9      | 1      | 0      | 4          | 3          | 2    | 0    | 53        | 11        |
| Crystal Palace      | 1994–95             | Premier League      | 42     | 3      | 8      | 0      | 7          | 2          | 0    | 0    | 57        | 5         |
| Crystal Palace      | Tổng cộng           | Tổng cộng           | 152    | 15     | 9      | 0      | 24         | 7          | 6    | 0    | 191       | 22        |
| Aston Villa         | 1995–96             | Premier League      | 31     | 1      | 4      | 0      | 8          | 1          | 0    | 0    | 43        | 2         |
| Aston Villa         | 1996–97             | Premier League      | 28     | 1      | 3      | 0      | 1          | 0          | 2    | 0    | 34        | 1         |
| Aston Villa         | 1997–98             | Premier League      | 32     | 0      | 3      | 0      | 1          | 0          | 7    | 0    | 43        | 0         |
| Aston Villa         | 1998–99             | Premier League      | 38     | 1      | 2      | 0      | 0          | 0          | 4    | 0    | 44        | 2         |
| Aston Villa         | 1999–2000           | Premier League      | 31     | 2      | 6      | 1      | 6          | 0          | 0    | 0    | 43        | 3         |
| Aston Villa         | 2000–01             | Premier League      | 31     | 2      | 2      | 0      | 1          | 0          | 2    | 0    | 36        | 2         |
| Aston Villa         | Tổng cộng           | Tổng cộng           | 191    | 7      | 20     | 1      | 17         | 0          | 15   | 0    | 243       | 8         |
| Middlesbrough       | 2001–02             | Premier League      | 37     | 1      | 6      | 0      | 1          | 0          | 0    | 0    | 44        | 1         |
| Middlesbrough       | 2002–03             | Premier League      | 36     | 2      | 1      | 0      | 0          | 0          | 0    | 0    | 37        | 2         |
| Middlesbrough       | 2003–04             | Premier League      | 27     | 1      | 1      | 0      | 6          | 0          | 0    | 0    | 34        | 1         |
| Middlesbrough       | 2004–05             | Premier League      | 36     | 0      | 1      | 0      | 0          | 0          | 10   | 0    | 47        | 0         |
| Middlesbrough       | 2005–06             | Premier League      | 24     | 0      | 7      | 0      | 2          | 0          | 9    | 0    | 42        | 0         |
| Middlesbrough       | Tổng cộng           | Tổng cộng           | 160    | 4      | 16     | 0      | 9          | 0          | 19   | 0    | 204       | 4         |
| Tổng cộng sự nghiệp | Tổng cộng sự nghiệp | Tổng cộng sự nghiệp | 503    | 26     | 45     | 1      | 50         | 8          | 40   | 0    | 638       | 35        |

1. 1 2  Xuất hiện tại Full Members' Cup
2. ↑  Xuất hiện tại Anglo-Italian Cup
3. 1 2 3 4 5  Xuất hiện tại UEFA Cup
4. ↑  Xuất hiện tại UEFA Intertoto Cup

### Quốc tế
| Đội tuyển quốc gia | Năm       | Trận | Bàn |
| ------------------ | --------- | ---- | --- |
| Anh                | 1995      | 1    | 0   |
| Anh                | 1996      | 11   | 0   |
| Anh                | 1997      | 10   | 0   |
| Anh                | 1998      | 8    | 1   |
| Anh                | 1999      | 3    | 0   |
| Anh                | 2000      | 8    | 0   |
| Anh                | 2001      | 3    | 0   |
| Anh                | 2002      | 7    | 0   |
| Anh                | 2003      | 4    | 1   |
| Anh                | 2004      | 2    | 0   |
| Tổng cộng          | Tổng cộng | 57   | 2   |

## Thống kê sự nghiệp huấn luyện
Tính đến ngày 14 tháng 6 năm 2022
| Đội           | Từ                  | Đến                  | Kết quả | Kết quả | Kết quả | Kết quả | Kết quả | Nguồn             |
| Đội           | Từ                  | Đến                  | ST      | T       | H       | B       | %       | Nguồn             |
| ------------- | ------------------- | -------------------- | ------- | ------- | ------- | ------- | ------- | ----------------- |
| Middlesbrough | 7 tháng 6 năm 2006  | 21 tháng 10 năm 2009 | 151     | 45      | 43      | 63      | 029,8   | [ 4 ] [ 5 ]       |
| U-21 Anh      | 22 tháng 8 năm 2013 | 27 tháng 9 năm 2016  | 37      | 27      | 5       | 5       | 73.0    | [ 5 ] [ 6 ] [ 7 ] |
| Anh           | 27 tháng 9 năm 2016 | 16 tháng 7 năm 2024  | 74      | 46      | 16      | 12      | 62.2    | [ 5 ] [ 8 ] [ 9 ] |
| Tổng cộng     | Tổng cộng           | Tổng cộng            | 262     | 118     | 64      | 80      | 45.0    | -                 |

## Danh hiệu

### Cầu thủ
Crystal Palace
- Football League First Division: 1993–94

Aston Villa
- Football League Cup: 1995–96

Middlesbrough
- Football League Cup: 2003–04[10]
- Á quân UEFA Cup: 2005–06[11]

Cá nhân
- Cầu thủ xuất sắc nhất tháng của Premier League: Tháng 1 năm 2000[12]

### Huấn luyện viên
U-21 Anh
- Toulon Tournament: 2016[13]

Anh
- Á quân UEFA European Championship: 2020, 2024
- Hạng ba UEFA Nations League: 2019[14]

Cá nhân
- Huấn luyện viên xuất sắc nhất tháng Premier League: Tháng 8 năm 2008[15]
- BBC Sports Personality of the Year Coach Award: 2018,[16] 2021[17]
- FWA Tribute Award: 2019[18]

### Huân chương
- Huân chương Đế quốc Anh: 2019[19]